# Gallimimus
Gallimimus este un gen de dinozaur teropod care a trăit în ceea ce este acum Mongolia în perioada Cretacicului târziu, în urmă cu aproximativ șaptezeci de milioane de ani (mya). Mai multe fosile în diferite stadii de creștere au fost descoperite de expedițiile polonezo-mongole în deșertul Gobi din Mongolia în anii 1960; un schelet mare descoperit în această regiune a fost făcut exemplar holotip al noului gen și al speciei Gallimimus bullatus în 1972. Denumirea generică înseamnă „mimică de pui”, referindu-se la asemănările dintre vertebrele gâtului și cele ale Galliformelor. 